# Lepidorbitoidinae
Lepidorbitoidinae es una subfamilia de foraminíferos bentónicos de la Familia Lepidorbitoididae, de la Superfamilia Orbitoidoidea, del Suborden Rotaliina y del Orden Rotaliida. Su rango cronoestratigráfico abarca desde el Santoniense (Cretácico superior) hasta la Luteciense (Eoceno superior).

## Clasificación
Lepidorbitoidinae incluye a las siguientes subfamilias y géneros:
- Actinosiphon †
- Arnaudiella †
- Cideina †
- Daviesina †
- Dizerina †
- Helicorbitoides †
- Hellenocyclina †
- Lepidorbitoides †
- Orbitosiphon †
- Penoperculoides †
- Praesiderolites †
- Pseudosiderolites †
- Setia †
- Sulcoperculina †

Otros géneros considerados en Lepidorbitoidinae son:
- Clypeocyclina †, considerado subgénero de Lepidorbitoides, Lepidorbitoides (Clypeocyclina)
- Lakadongia †, aceptado como Setia
- Miscellanoides †, aceptado como Daviesina
- Novosetia †, propuesto como nombre sustituto de Setia
- Orbitocyclinoides †, considerado subgénero de Lepidorbitoides, Lepidorbitoides (Orbitocyclinoides)
- Pokornyella †, sustituido por Pokorneyellina
- Pokorneyellina †, aceptado como Arnaudiella
- Siderina †, sustituido por Pokorneyellina